# Mordellistena trifasciata
Mordellistena trifasciata är en skalbaggsart som först beskrevs av Thomas Say 1826.  Mordellistena trifasciata ingår i släktet Mordellistena och familjen tornbaggar. Inga underarter finns listade i Catalogue of Life.